# Convento di Santa Maria Nascente in Sabbioncello
Il convento di Santa Maria Nascente in Sabbioncello è un edificio religioso in stile cinquecentesco, situato nella località Sabbioncello del comune di Merate, in provincia di Lecco. Appartiene alla diocesi di Milano e la gestione è affidata all'ordine dei frati minori francescani.

## Storia
Si hanno notizie di una piccola chiesa in località Sabbioncello, a partire dall'inizio del XV secolo. La prima costruzione comprendeva solamente lo spazio fino all'attuale presbiterio. L'edificio attuale, in stile tardo-gotico, è sorto in sostituzione del precedente.
I lavori di costruzione della nuova chiesa iniziarono nel 1508. Gli affreschi ex voto che decorano la parete destra della navata, risalgono alla prima metà del XVI secolo. Nel 1540 vennero costruite quattro cappelle laterali nella parte sud della navata. Nel 1553 fu costruito il campanile.
Nel corso dei decenni successivi, si susseguirono vari lavori di ampliamento e ristrutturazione, in seguito al passaggio del convento all'ordine francescano dei riformati. I frati decisero di operare un radicale completamento e restauro della chiesa, che assunse l'aspetto attuale. In particolare vennero costruiti il nuovo presbiterio (situato laddode originariamente si trovava la facciata della chiesa), il chiostro grande e, verso la fine del XVII secolo, vennero create la piazza antistante la chiesa e la salita con le cappelle per la Via Crucis.
A seguito dell'invasione francese della Lombardia, l'11 maggio 1807 fu promulgato il decreto imperiale che sopprimeva gli ordini religiosi, ed il convento di Sabbioncello cessò di esistere, passando a proprietà privata.
Successivamente alla caduta di Napoleone, i frati rientrarono in possesso del convento, che venne riaperto nel 1882.
Dal 1982 il convento svolge la funzione di sede di infermeria provinciale dei francescani di Lombardia.

## Descrizione
All'interno della chiesa si trova custodito, come reliquia, il saio appartenuto a san Giovanni da Capestrano.
Dal 1808, la prima cappella di sinistra della chiesa ospita un crocefisso proveniente dalla chiesa di San Salvatore in Xenodochio a Milano. Sulle pareti di questa cappella, in precedenza dedicata alla Madonna della neve, si trovano inoltre alcuni affreschi databili alla prima metà del XVI secolo, raffiguranti una serie di partecipanti al concilio di Efeso. Inoltre, nel 1593, Giovanni Mauro della Rovere fu incaricato di adornare la stessa cappella con alcune rappresentazioni dei Misteri del Rosario. Alla fine del Cinquecento risalgono anche le pitture delle vele della volta del coro, con il pittore Domenico Chiesotto a dotare ogni spicchio della volta con le raffigurazioni di un evangelista e di uno dei quattro principali Dottori della Chiesa. Questi ultimi dipinti, completati nel 1590, furono restaurati nel 1984, dieci anni dopo rispetto a quelli della cappella del Crocifisso. Le vetrate artistiche, realizzate negli anni tra il 2000 e il 2006, sono opera di Alberto Ceppi.
Nella parte sinistra della Chiesa è inoltre presente un piccolo chiostro di stile classicheggiante. Circondato da semplici colonne in granito e mattone, si trova dunque un piccolo idilliaco giardino con al centro una statua di San Francesco, patrono dell'ordine che gestisce la struttura, immerso in parte in una fontana. Da questo chiostro si accede poi ad un altro chiostro di maggiori dimensioni, ma più spoglio, utilizzato specialmente dai frati.